# Mariana Hein
Mariana Hein (São Paulo, 24 de setembro de 1979) é uma atriz brasileira.

## Carreira
Interpretou a personagem Bebel na novela Malhação, da Rede Globo, e participou posteriormente de vários outros trabalhos na emissora, entre os quais Kubanacan, Brava Gente, Um Anjo Caiu do Céu, entre outros. Em 2008, Mariana assinou contrato com a Rede Record, onde já atuou nas novelas Chamas da Vida e Ribeirão do Tempo.

## Filmografia

### Televisão
| Ano     | Título                | Personagem                     | Nota                                             | Emissora    |
| ------- | --------------------- | ------------------------------ | ------------------------------------------------ | ----------- |
| 2000    | Garotas do Programa   | Vários personagens             |                                                  | Rede Globo  |
| 2001    | Um Anjo Caiu do Céu   | Carolina Antunes (Carol)       |                                                  | Rede Globo  |
| 2001    | Brava Gente           | Letícia                        | Episódio: "Proezas do Eterno Zacarias"           | Rede Globo  |
| 2002    | O Quinto dos Infernos | Fátima                         | Episódio: "28 de março"                          | Rede Globo  |
| 2002    | Malhação              | Isabel Mendes Oliveira (Bebel) | Temporada 9                                      | Rede Globo  |
| 2003    | Kubanacan             | Lúcia                          | Episódio: "29 de outubro"                        | Rede Globo  |
| 2003–06 | Video Show            | Repórter                       |                                                  | Rede Globo  |
| 2008    | Casos e Acasos        | Carla                          | Episódio: "O Presente, a Sociedade e a Tentação" | Rede Globo  |
| 2008    | Chamas da Vida        | Andressa de Souza              |                                                  | Rede Record |
| 2010    | Ribeirão do Tempo     | Zuleide Lima                   |                                                  | Rede Record |
| 2013    | O Negócio             | Carla                          | Episódio: "Visão" Episódio: "Venda Casada"       | HBO Brasil  |

### Cinema
| Ano  | Título                     | Personagem | Nota           |
| ---- | -------------------------- | ---------- | -------------- |
| 2001 | Cidade de Deus             | Angélica   |                |
| 2008 | Vida: Substantivo Feminino | Patrícia   | Curta-metragem |
| 2016 | Percepção do Medo          | Patrícia   |                |

### Internet
| Ano  | Título    | Personagem               |
| ---- | --------- | ------------------------ |
| 2017 | A Herança | Maria Inês Ferreira Reis |